# Gradec
Gradec é uma vila e município da Croácia localizado no condado de Zagreb
De acordo com o censo de 2001, o município de Gradec possuía 3 920 habitantes distribuídas em 20 localidades (naselja; singular naselje), conforme abaixo:
- Buzadovac - 134
- Cugovec - 390
- Festinec - 70
- Fuka - 120
- Grabrić - 85
- Gradec - 490
- Gradečki Pavlovec - 506
- Haganj - 534
- Lubena - 123
- Mali Brezovec - 90
- Podjales - 190
- Pokasin - 52
- Potočec - 104
- Remetinec - 74
- Repinec - 255
- Salajci - 88
- Stari Glog - 115
- Tučenik - 122
- Veliki Brezovec - 188
- Zabrđe - 188